# Thomas Vernaeckt
Thomas Vernaeckt, né le 7 novembre 1988 à Gand, est un coureur cycliste belge.

## Palmarès
- 2011
  - 3e du Mémorial Fred De Bruyne
  - 9e de Binche-Tournai-Binche
- 2012
  - 8e du Prix national de clôture